# Loxostege darwinialis
Loxostege darwinialis là một loài bướm đêm trong họ Crambidae.